# Dark Lady
Dark Lady — одиннадцатый студийный альбом американской певицы и актрисы Шер, выпущенный в мае 1974 года на лейбле MCA Records. Шер вновь сотрудничает со Снаффом Гарреттом и Эл Кэппсом. Dark Lady стал третьим и заключительным её альбомом, выпущенным на MCA Records. Кроме того, альбом стал последним, промокампания которого сосредотачивалась вокруг шоу «Час комедии с Сонни и Шер». Альбом получил положительные отзывы критиков, но, в отличие от других записей с Гарреттом, имел достаточно скромный успех.

## Об альбоме
После успеха Half-Breed, для своего последнего альбома на MCA Records Шер вновь решила сотрудничать со Снаффом Гарреттом и Эл Кэппсом. В том же году, Шер разводится с Сонни Боно, тем самым расторгая их дуэт Sonny & Cher. После этого они прекратили совместную музыкальную деятельность и работу на телевидении на некоторое время. Вследствие успеха предыдущих альбомов с Гарреттом, Dark Lady сохраняла балладный стиль. Певица была популярна у молодого поколения того времени с её гламурным поп-стилем, и альбом показывал, что могла сделать Шер в середине 70-х, в разгаре её популярности. Dark Lady стал также последним её альбомом под именем Chér. MCA Records в том же году ещё выпустили сборник Greatest Hits с ударным «E» на обложке. Однако все её последующие альбомы будут выпускаться под именем Cher, без ударения на «E».
Первый трек в альбоме — «Train of Thought» — песня, написанная Алан О’Дэй и позже выпущенная как сингл. Три песни из альбома были написаны Джоном Дарриллом, а последний трек — «Apples Don’t Fall Far from the Tree» — Бобом Стоуном, который написал для неё первый хит 70-х «Gypsys, Tramps & Thieves». Альбом содержит две кавер-версии: заглавный саундтрек к фильму «Великий Гэтсби» «What’ll I Do» и хит 1965-го Фонтеллы Басс «Rescue Me». Шер также посвятила песню «Miss Subway of 1952» Бетт Мидлер.
Альбом получил смешанные оценки критиков. Питер Фоутроп из AllMusic дал альбому три звезды из пяти и, сравнивая альбом с Half-Breed, назвал его «более оптимистичным». Он также сказал, что альбом был бы «более органичным в начале 70-х», и написал, что «всегда забавно слышать классику в исполнении Шер». Billboard дал альбому положительную оценку, заявив, что «этот LP окончательно утверждает Шер как крупного сольного исполнителя», и что «пластинка смогла соединить в себе известный голос с прекрасным набором песен и превосходным звучанием». О самой певице еженедельник высказался следующим образом: «Она индивидуальна как певица и может показать себя как в поп-музыке, так и в рок-музыке».
В августе 1999-го альбом был переиздан на компакт-диске вместе с предыдущим под названием Half Breed/Dark Lady. Оригинальный альбом никогда не издавался на компакт-диске.

## Коммерческий успех
Dark Lady дебютировал в Billboard LPs & Tape с 191-го места в начале июня 1974 года. Наивысшей позицией стал № 69. В середине июня альбом дебютировал в канадском альбомном чарте с № 98, в итоге достигая своей пик-позиции № 33 в июле. Как и её все последние альбомы, Dark Lady не попал в британский чарт.

## Синглы
В начале 1974 года был выпущен первый сингл из альбома — «Dark Lady» — песня, написанная Джоном Дарриллом и спродюсированная Снаффом Гарреттом. Джон Даррилл позже вспоминал: «Я провёл неделю в офисе Гарретта, записывая песни, одну из которых записала Шер. Позже, когда я был на гастролях в Японии с The Ventures, я написал интересную песню. Я отправил незаконченный текст Гарретту. Он сказал, чтобы я „удостоверился, что она убивает его“. Поэтому, в песне и любовник, и гадалка были убиты». «Dark Lady» называют в этой песне гадалку. Героиня песни узнаёт от гадалки, что её возлюбленный неверен ей. Она приходит домой и понимает, что в комнате пахнет духами гадалки. Она мчится назад к гадалке, где застаёт и своего возлюбленного. В приступе гнева она убивает обоих выстрелом. 23 марта 1974 года песня возглавила чарт Billboard Hot 100, став её последним хитом № 1 в США до 1998 года. В Канаде ей удалось подняться на вторую строчку национального рейтинга. В Западной Германии эта композиция прошла незаметно, а Великобритании смогла войти в топ-40. Для песни были сняты два музыкальных видео. Первое — живое выступление на «Час комедии с Сонни и Шер». Шер одета во всё чёрное и с чёрной вуалью на голове. Второе видео — анимационное. В нём показана история песни.
Вторым синглом была выпущена «Train of Thought». Она достигла 27-й строчки в Billboard Hot 100 и 9-й в профильном хит-параде Easy Listening. Вскоре после него была выпущена «I Saw a Man and He Danced with His Wife», которая смогла добраться до 42-го места Billboard Hot 100 и 3-го в Easy Listening. Оба сингла также попали в топ-40 чарта Канады. Песня «Rescue Me» была выпущена лишь как промосингл в Северной Америке и смогла лишь попасть в топ-100 канадского чарта.

## Список композиций
| №  | Название                                  | Автор(ы)                 | Длительность |
| -- | ----------------------------------------- | ------------------------ | ------------ |
| 1. | «Train of Thought»                        | Алан О’Дэй               | 2:34         |
| 2. | «I Saw a Man and He Danced with His Wife» | Джонни Даррилл           | 3:13         |
| 3. | «Make the Man Love Me»                    | Синтия Вайль, Барри Манн | 3:17         |
| 4. | «Just What I’ve Been Lookin’ For»         | Кенни О’Делл             | 2:36         |
| 5. | «Dark Lady»                               | Джонни Даррилл           | 3:26         |

| №  | Название                              | Автор(ы)                  | Длительность |
| -- | ------------------------------------- | ------------------------- | ------------ |
| 1. | «Miss Subway of 1952»                 | Мэри Ф. Кейн              | 2:16         |
| 2. | «Dixie Girl»                          | Джонни Даррилл            | 3:26         |
| 3. | «Rescue Me»                           | Карл Смит, Рейнард Майнер | 2:22         |
| 4. | «What’ll I Do»                        | Ирвинг Берлин             | 2:28         |
| 5. | «Apples Don’t Fall Far from the Tree» | Боб Стоун                 | 3:21         |

## Над альбомом работали
Список составлен в соответствии с информацией базы данных Discogs.
- Шер — вокал
- Снафф Гарретт[англ.] — музыкальный продюсер
- Эл Кэппс[англ.] — аранжировщик
- Ричард Аведон — фото
- Кельвин Кляйн — одежда
- Ленни Робертс — звукорежиссёр

## Позиции в хит-парадах
Еженедельные чарты:
| Хит-парад (1974)              | Высшая позиция | Пребывание в чарте |
| ----------------------------- | -------------- | ------------------ |
| Австралия (Kent Music Report) | 86             | нет данных         |
| Канада (RPM Top Albums/CDs)   | 33             | 8 недель           |
| США (Billboard LPs & Tape)    | 69             | 14 недель          |